# Jean-Louis Thiériot
Pour les articles homonymes, voir Thiériot.
 (mai 2024).
Jean-Louis Thiériot, né le 26 juin 1969 dans le 14e arrondissement de Paris, est un avocat, essayiste et homme politique français.
Membre des Républicains, il est élu suppléant dans la 3e circonscription de Seine-et-Marne lors des élections législatives de 2017, puis devient député mi-juillet 2018 à la suite de la démission d'Yves Jégo. Il est élu pour un plein mandat en 2022. Après la dissolution de l'Assemblée nationale le 9 juin 2024, il se représente aux législatives. Il est réélu député le 7 juillet 2024 face à un candidat du Rassemblement National.
Il préside brièvement le conseil départemental de Seine-et-Marne de mars à juillet 2018, département dont il est le conseiller depuis 2015, élu dans le canton de Nangis avec Nolwenn Le Bouter. Il est également maire de Beauvoir de mars 2008 à avril 2018, lorsqu'il démissionne pour se conformer à la nouvelle loi fixant une limite au cumul des mandats.
Du 27 septembre au 23 décembre 2024, il est ministre délégué auprès du ministre des Armées et des Anciens Combattants au sein du gouvernement dirigé par Michel Barnier.

## Situation personnelle

### Formation
Après des études secondaires au lycée Louis-le-Grand à Paris, Jean-Louis Thiériot suit des études supérieures à l'IEP de Paris. Il y obtient un diplôme d'études approfondies (DEA) en études soviétiques et est-européennes (1994), (son mémoire, dirigé par Patrice Gélard, porte sur « Le droit des indemnisations et des restitutions dans les nouveaux länder de RFA ») et un diplôme d'études supérieures spécialisées (DESS) en droit communautaire des affaires.

### Parcours professionnel
Après avoir été collaborateur puis associé au cabinet Lussan & Associé, il est ensuite avocat au barreau de Paris, associé d'un cabinet spécialisé dans les entreprises de croissance, le droit franco-allemand et le droit des collectivités locales.[réf. souhaitée]

## Parcours politique
Membre de l'UMP, puis de LR, il est maire de la commune de Beauvoir de 2008 à 2018, après avoir été constamment réélu conseiller municipal à partir de 1995. La liste qu'il conduit aux élections municipales de 2014 l'emporte au premier tour. Il était également vice-président de la communauté de communes la Brie centrale (2014 → 2016) chargé de la culture.[réf. souhaitée]
En mai 2012, Yves Jégo, député-maire de Montereau-Fault-Yonne, le choisit comme suppléant pour la campagne législative dans la troisième circonscription de Seine-et-Marne. Dans une conjoncture nationale difficile, le ticket Jégo-Thiériot est élu avec 53,11 % des voix. Dans le canton de Mormant, traditionnellement ancré à gauche, le poids de Jean-Louis Thiériot, élu du canton, permet à la droite de l'emporter avec 52 % des voix.[réf. souhaitée]

### Élu local
Le 22 novembre 2014, il est investi par l'UMP pour les élections départementales de 2015 dans le canton de Nangis, qui regroupe les anciens cantons de Nangis, Mormant, Le Châtelet-en-Brie et la commune de Bois-Le-Roi.[réf. souhaitée]
Le 29 mars 2015, il est élu conseiller départemental de Seine-et-Marne avec 57 % des voix face au FN et devient délégué du président aux affaires européennes.
Le 5 octobre 2017, il est élu premier vice-président du conseil départemental de Seine-et-Marne chargé des finances et des affaires européennes à la suite de la démission de Jean-François Parigi, élu député et frappé par le non-cumul des mandats.
Le 22 mars 2018, il est élu président du conseil départemental de Seine-et-Marne, après le décès de Jean-Jacques Barbaux,.

### Député
Ayant été élu lors des élections législatives de juin 2017 suppléant d'Yves Jégo dans la troisième circonscription de Seine-et-Marne, il devient député le 15 juillet 2018 à la suite de la démission de ce dernier. La réglementation sur le non cumul des mandats en France l'empêchant d'exercer deux mandats, il démissionne de la présidence du conseil départemental de Seine-et-Marne — dont il demeure membre —, entraînant l'organisation de nouvelles élections au sein du conseil départemental le 13 juillet 2018,. Patrick Septiers lui succède à la tête du département.
Le député fait partie, selon un article publié à l'automne 2022 par Le Figaro, d'un groupe informel réunissant d'autres députés LR, ayant pour objectif d'œuvrer à un rapprochement avec Emmanuel Macron.
Après la dissolution de l'Assemblée nationale le 9 juin 2024, il se représente aux élections législatives, sans avoir de candidat de la majorité présidentielle contre lui. Il est réélu député le 7 juillet 2024 au terme d'un second tour mené contre un candidat RN en bénéficiant d'un appel au front républicain de la part du Nouveau Front populaire.

### Fonctions ministérielles
Le 27 septembre 2024, il est nommé ministre délégué auprès du ministre des Armées et des Anciens Combattants au sein du gouvernement dirigé par Michel Barnier. Il est alors présenté par les médias comme étant en charge des anciens combattants et de la mémoire. D'après Politico, Jean-Louis Thiériot devait devenir ministre dès le 21 septembre 2024. Toutefois, sa présence dans le gouvernement Barnier fut bloquée par Laurent Wauquiez une heure avant l'annonce du nouveau gouvernement. Le président du groupe Droite républicaine (DR) à l'Assemblée nationale s'y est opposé pour ne pas perdre un siège DR à l'Assemblée car le suppléant de Jean-Louis Thiériot, Michel Gonord, est membre d'Horizons, parti de l'ancien Premier ministre Édouard Philippe.

## Auteur et essayiste
Jean-Louis Thiériot est l'auteur de plusieurs ouvrages, ainsi que d'articles et tribunes dans des journaux comme Le Figaro, L'Opinion, La Croix ou Le Monde, et dans des revues comme Conflits ou encore la Revue Défense nationale.
- François-Ferdinand d'Autriche : de Mayerling à Sarajevo, Paris, Fallois, 2005  (ISBN 2-87706-552-9) Prix du Nouveau Cercle de l'Union[20],[21],[22]
- Margaret Thatcher : de l'épicerie à la Chambre des Lords, Paris, Fallois, 2007  (ISBN 978-2-87706-612-9) Prix de la Biographie Politique et Prix Joseph-du-Teil de l'Académie des sciences morales et politiques[23],[24],[25].
- Stauffenberg, Paris, Perrin, 2009  (ISBN 2262027617) Prix Robert-Christophe de l'Association des écrivains combattants[26],[27]
- France-Allemagne, l'heure de vérité, avec Bernard de Montferrand, Paris, Tallandier, 2011[28],[29],[30],[31]
- Rudolf-Christoph von Gersdorff, Tuer Hitler, Confession d'un officier antinazi, Tallandier, 2012 (préfacé, traduit et annoté par Jean-Louis Thiériot).
- De Gaulle, le dernier réformateur, Tallandier, 2018.
- Castelnau, le maréchal escamoté. 1851-1944,  Tallandier, 2024[32].

## Pour approfondir